# Fukd ID 3
Точное название этой статьи Fukd ID #3. Символ # не используется в заголовке из-за технических ограничений.
Fukd ID #3 — первый мини-альбом американской пост-панк группы Interpol. Мини-альбом был выпущен независимым лейблом Chemikal Underground 4 декабря 2000 года в Великобритании и распространялся на компакт-дисках, а также ограниченным изданием в 1000 экземпляров на 12-дюймовых виниловых пластинках. Мини-альбом является частью серии Fukd ID, под названием которой лейбл Chemikal Underground издавал пронумерованные музыкальные релизы различных исполнителей.
Fukd ID #3 стал единственной студийной работой группы Interpol, в записи которой принимал участие её первый барабанщик Грег Друди — он покинул группу вскоре после выхода мини-альбома, а его место занял Сэм Фогарино.

## Список композиций
1. «PDA» — 4:45
2. «Precipitate» — 5:36
3. «Roland» — 3:45
4. «5» — 3:47